# Слёзкин, Пётр Родионович
Слёзкин Пётр Родионович (29 июля [10 августа] 1862, Москва — 30 ноября 1927) — русский учёный, педагог, организатор сельскохозяйственного дела на Украине.

## Биография
В 1881 году окончил московское реальное училище, в 1885 году — Петровскую земледельческую и лесную академию, получил степень кандидата сельского хозяйства. Следующие полтора года провёл в Соединённых Штатах, где изучал культуры хлопчатника. Вернувшись в Россию, устраивал плантации хлопчатника в Закавказье, изучал возможность выращивания хлопчатника в закаспийском крае. В 1889—1891 по решению совета Петровской академии находился в заграничной командировке с целью подготовления к кафедре земледелия. В 1891—1893 в качестве частного преподавателя читал в Петровской академии лекции по «биологическим условиям культуры сельскохозяйственных растений», сдал магистерский экзамен.
С 1894, после закрытия Петровской академии, создавал садовую и сельскохозяйственную опытную станции в посаде Сочи Черноморской губернии. С 1 марта 1897 года по май 1899 основатель и первый директор контрольно-семенной станции и лаборатории Киевского земледельческого синдиката. В январе 1899 переведён на службу согласно избрания исполняющим обязанности экстраординарного профессора Киевского политехнического института, руководил станцией по испытанию землеобрабатывающих машин этого же ВУЗа.
Возглавлял Киевский коммерческий институт в течение периода 20.03.1917 — 21.12.1917 г. и 26.09.1919 — начала 1920 года.
Участвовал в студенческом христианском движении: многие годы был членом ревизионной комиссии Киевского религиозно-философского общества; председательствовал на 4 Всероссийской конференции студенческих христианских кружков.

## Избранные труды[4]
- Слёзкин П. Р. Агроном-практикант в хозяйстве : Пособие при ознакомлении с с.-х. техникой. — СПб.: А. Ф. Девриен, 1905. — 140 с.
- Слёзкин П. Р. Зерновые злаки, их жизнь и приемы возделывания. — СПб.: А. Ф. Девриен, 1904. — 239 с.
- Слёзкин П. Р. К вопросу о влиянии среды на развитие корневой системы. — М.: тип. М. Г. Волчанинова, 1893. — 82 с.
- Слёзкин П. Р. Конспект по общему растениеводству. — Киев: тип. П. Барского, 1903. — 46 с.
- Слёзкин П. Р. Конспекты : (1. Учение о механической обработке почвы, 2. Общее растениеводство). — 2-е изд. — Киев: тип. С. А. Борисова, 1907. — 75 с.
- Слёзкин П. Р. Культура хлопчатника в Соединённых Штатах. — М.: Т. С. Морозов, 1887. — 95 с.
- Слёзкин П. Р. Курс частного земледелия, читанный студентам IV курса Сельскохозяйственного отделения Киевского политехнического института... в 1903-04 акад. году профессором П. Р. Слезкиным : Изд. для студентов : По его лекциям и под его ред. сост. студ. П. Радченко. — Киев: тип. П. Барского, 1904. — 260 с.
- Слёзкин П. Р. О преобладающем процессе почвообразования. — [СПб.]: тип. И. Гольдберга, 1902. — 22 с. — (Отт. из журн. «Хозяин». – 1902. – № 28–29).
- Слёзкин П. Р. О хлопководстве в Закавказском крае // Вестн. рус. сел. хоз-ва. — 1889. — № 9–12.
- Слёзкин П. Р. Об организации хозяйства. — [СПб.]: тип. И. Гольдберга, 1902. — 18 с. — (Отт. из журн. «Хозяин». – 1902. – № 5–6).
- Слёзкин П. Р. Описание и отчёты имения «Мощено» Подольской губ. Гайсинского уезда Б. И. Ханенко. (1885–1896). — Киев: типо-лит. «Киев. слова», 1897. — 34 с.
- Слёзкин П. Р. По старому вопросу : (О расширении каф. агрономии при ун-тах). — Киев: Т-во «Печатня С. П. Яковлева», [1910]. — 7 с. — (Отт. из журн. «Хоз-во». – 1910. – № 9).
- Слёзкин П. Р. Полевые растения разных семейств, их особенности и приёмы культуры : (Растения зерновые, мотыльковые, гречиха, масляничные, прядильные, кормовые корнеплоды, картофель, табак, многолет. травы). — Киев: тип. т-ва И. Н. Кушнерев и К°, 1910. — 336 с.
- Слёзкин П. Р. Сахарная свекла и её культура. — Киев: журн. «Хозяйство» (Южнорус. о-во поощрения земледелия и сел. пром-сти), 1908. — 167 с.
- Слёзкин П. Р. Сельское хозяйство в чернозёмной полосе России : Крат. содерж. 10 публ. лекций проф. П. Р. Слёзкина. — СПб.: Кн. маг. В. Эриксон и типо-лит. А. Винеке, 1900. — 56 с. — (Научно-популярные чтения по сельскому хозяйству и основным для него наукам / Под общ. ред. В. В. Докучаева).
- Слёзкин П. Р. Сельскохозяйственное образование в германских университетах // Сельск. хоз. и лесоводство. — 1892. — № 1.
- Слёзкин П. Р. Сельскохозяйственный календарь профессора П. Р. Слезкина. — Киев: тип. С. В. Кульженко, [1911]-[1913].
- Слёзкин П. Р. Современные вопросы научного земледелия : Сб. ст. — М.: А. Л. Васильев, 1894. — 164 с. — (Содерж.: 1. Бактерии в почве. 2. О деятельности опытных полей и станций. 3. Азотосодержащие и калийные удобрения. 4. О фосфорнокислых удобрениях. 5. Растение и органическое вещество почвы. 6. Бонитировка почвы посредством растения.).
- Слёзкин П. Р. Христианство и цивилизация : Реф. проф. Слезкина. — СПб.: СПб. христиан. студ. кружок, 1913. — 47 с.
- Слёзкин П. Р. Христианский студенческий союз на русской почве. — СПб.: Новая типо-лит. А. М. Лассман, [1913]. — 8 с. — (Отт. из «Студ. листок». – 1913. – № 5).
- Слёзкин П. Р. Этюды о гумусе. — Киев: тип. П. Барского, 1900. — 116 с.